# Integralność cielesna
Nietykalność cielesna — nienaruszalność ciała fizycznego; podkreśla znaczenie osobistej autonomii i samostanowienia człowieka nad jego własnym ciałem. W dziedzinie praw człowieka Naruszenie nietykalności cielesnej innej osoby jest uznawane za naruszenie nieetyczne, inwazyjne i ewentualnie przestępcze.

## Opis
Jest to jedna z dziesięciu głównych zasad opracowanych przez Marthę Nussbaum. Definiuje ona nietykalność cielesną jako zdolność do swobodnego przemieszczania się z miejsca na miejsce; zdolność do zabezpieczenia się przed brutalną napaścią, w tym napaścią seksualną... posiadanie możliwości zaspokojenia seksualnego i wyboru w sprawach rozrodczych.

## Prawo

### Irlandia
W Irlandii nietykalność cielesna została uznana przez sądy za prawo fundamentalne (ang. unenumerated rights), chronione przez ogólną gwarancję „praw osobistych” zawartą w art. 40 irlandzkiej konstytucji. W sprawie Ryan vs. Attorney General stwierdzono, że człowiek „ma prawo, aby nikt nie ingerował w jego ciało oraz człowieczeństwo. Oznacza to, że państwo może zrobić nic, co mogłoby zaszkodzić życiu lub zdrowiu jednostki. [Człowiek] Ma prawo, aby jego zdrowie nie było narażane w czasie pobytu w zakładzie karnym”.

### Stany Zjednoczone
Konstytucja Stanów Zjednoczonych nie zawiera żadnych konkretnych postanowień dotyczących praw, jakie przysługują danemu człowiekowi w odniesieniu do jego ciała fizycznego ani też szczególnego zakresu, w jakim państwo może podejmować działania w odniesieniu do ciała. Jednakże Sąd Najwyższy Stanów Zjednoczonych podtrzymał prawo do prywatności, które, jak wyartykułowała Julie Lane, często chroni prawa do nietykalności cielesnej. W sprawie Griswold vs Connecticut (1965) Sąd poparł prawa kobiet do uzyskania kontroli urodzeń (a tym samym zachowania autonomii reprodukcyjnej) bez zgody małżeńskiej. Podobnie, prawo kobiety do prywatności przy uzyskiwaniu aborcji było chronione przez Roe v. Wade (1973). W sprawie McFall v. Shimp (1978), sąd w Pensylwanii orzekł, że nie można zmuszać osoby do oddawania szpiku kostnego, nawet jeśli takie oddanie uratowałoby życie innej osoby.
I odwrotnie, Sąd Najwyższy chronił również prawo podmiotów rządowych do naruszania nietykalności cielesnej. Przykładem mogą być przepisy zakazujące zażywania narkotyków, przepisy zakazujące eutanazji, przepisy wymagające stosowania pasów bezpieczeństwa i kasków, rewizje więźniów oraz przymusowe badania krwi.

### Kanada
Ogólnie rzecz biorąc, Kanadyjska Karta Praw i Swobód broni wolności osobistej i prawa do nieingerencji. Jednakże w pewnych wyjątkowych okolicznościach rząd może mieć prawo do tymczasowego unieważnienia prawa do nietykalności fizycznej w celu ochrony życia danej osoby. Działanie takie można opisać przy użyciu zasady autonomii wspomaganej (ang. supported autonomy), która została opracowana w celu opisania unikalnych sytuacji w zakresie zdrowia psychicznego (przykładem może być przymusowe karmienie osoby umierającej z powodu anoreksji czy też czasowe leczenie osoby żyjącej z zaburzeniami psychicznymi lekami przeciwpsychotycznymi). Jednym z unikalnych przykładów prawa kanadyjskiego, które promuje nietykalność cielesną, jest ustawa o ochronie zdrowia w Ontario Health Care Consent Act. Ta ustawa w Ontario ma związek ze zdolnością do wyrażenia zgody na leczenie. HCCA stwierdza, że dana osoba ma prawo do wyrażenia zgody na leczenie lub odmowy jego podjęcia, jeżeli posiada zdolność umysłową. W celu uzyskania zdolności umysłowej dana osoba musi być w stanie zrozumieć i ocenić konsekwencje decyzji o leczeniu. Prawo stanowi, że dana osoba jest zdolna do rozumienia i doceniania informacji istotnych dla podjęcia takiej decyzji w odniesieniu do leczenia, przyjęcia do placówki opiekuńczej lub usług pomocy osobistej, jeżeli jest w stanie zrozumieć i docenić informacje istotne dla podjęcia takiej decyzji.

## Prawa człowieka
Dwa kluczowe dokumenty międzynarodowe chronią te prawa: Powszechna Deklaracja Praw Człowieka i Międzynarodowy pakt praw obywatelskich i politycznych. Ponadto Konwencja o prawach osób niepełnosprawnych wymaga również ochrony nietykalności fizycznej i psychicznej.
Projekt „Prawa człowieka i prawa konstytucyjne”, finansowany przez Szkołę Praw Uniwersytetu Columbia, określił cztery główne obszary potencjalnego nadużywania nietykalności cielesnej przez rządy. Są to cztery główne obszary: Prawo do życia, niewolnictwo i praca przymusowa, bezpieczeństwo osób, tortury i nieludzkie, okrutne lub poniżające traktowanie albo karanie.

## Prawa dziecka
W XXI wieku nasiliła się debata na temat praw dziecka do nietykalności cielesnej. W następstwie szeroko nagłośnionego procesu Jerry'ego Sandusky'ego rodzice są coraz częściej zachęcani do promowania poczucia nietykalności cielesnej dziecka jako metody zmniejszania podatności dzieci na bycie ofiarami przemocy seksualnej, handlu ludźmi i dziecięcej prostytucji.
Metody zwiększania poczucia autonomii cielesnej dzieci obejmują:
- Umożliwienie dzieciom wyboru, kiedy mają się przytulić/pocałować
- Zachęcanie dzieci do komunikowania się o granicach
- Oferowanie alternatywnych działań (np. przybicie piątki, uścisk dłoni itp.)

## Medycyna
Międzynarodowy pakt praw obywatelskich i politycznych stanowi, że Nikt nie może być poddany torturom ani okrutnemu, nieludzkiemu lub poniżającemu traktowaniu lub karaniu. W szczególności nikt nie może być poddany bez jego wolnej zgody eksperymentom medycznym lub naukowym.

## Nietykalność genitalna
Aktywiści, którzy sprzeciwiają się modyfikacji i okaleczaniu narządów płciowych, określają siebie jako intaktywistów (ang. intactivists, zbitka wyrazowa słów intact i activists), lub działaczy na rzecz nietykalności narządów płciowych, którzy dążą do obrony praw mężczyzn i kobiet, oraz dzieci i niemowląt interpłciowych w celu zachowania ich narządów płciowych w stanie nienaruszonym, aby podnieść świadomość w zakresie przymusowych okaleczeń narządów płciowych oraz zakazać na arenie międzynarodowej okaleczania narządów płciowych i przymusowego obrzezania dzieci.
Różne organizacje zostały utworzone specjalnie w tym celu, inne organizacje wyraziły swoje poparcie dla tego ruchu. Niektórzy z nich uważają się za ruch społeczny LGBT, od 2006 roku uczestniczą w paradzie Pride LGBT. W Ameryce Północnej ruch na rzecz nietykalności narządów płciowych koncentruje się przede wszystkim na nieterapeutycznym obrzezaniu niemowląt i dzieci płci męskiej oraz, w mniejszym stopniu, ale wciąż powszechnym zakresie, na chirurgii interseksualnej.
Intaktywiści promują również nietykalność cielesną i zazwyczaj nie mają większego lub żadnego problemu ze zgodą i świadomością dorosłych poddawanych operacji, ponieważ ich główną troską jest zabezpieczenie dzieci przed okaleczeniami narządów płciowych.